# Pacajes
Pacajes is een provincie in het zuidwesten van het departement La Paz in Bolivia. De provincie heeft een oppervlakte van 10.584 km² en heeft 55.180 inwoners (2012).
De hoofdstad van de provincie is Coro Coro. De provincie Pacajes is gelegen op het Hoogland van Bolivia (Altiplano), wat een koude en droge hoogvlakte is. De hoogvlakte wordt in Pacajes bewoond door de Aymaras.
De bevolking leeft veelal in armoede. Het behoort ook tot een van de economisch armere delen van Bolivia.
Pacajes is verdeeld in acht gemeenten:
- Calacoto
- Caquiaviri
- Charaña
- Comanche
- Coro Coro
- Nazacara de Pacajes
- Waldo Ballivián

Abel Iturralde · 
Aroma · 
Bautista Saavedra · 
Caranavi · 
Eliodoro Camacho · 
Franz Tamayo · 
Gualberto Villarroel · 
Ingavi · 
Inquisivi · 
José Manuel Pando · 
Larecaja · 
Loayza · 
Los Andes · 
Manco Kapac · 
Muñecas · 
Nor Yungas · 
Omasuyos · 
Pacajes · 
Pedro Domingo Murillo · 
Sud Yungas